# Филоматы

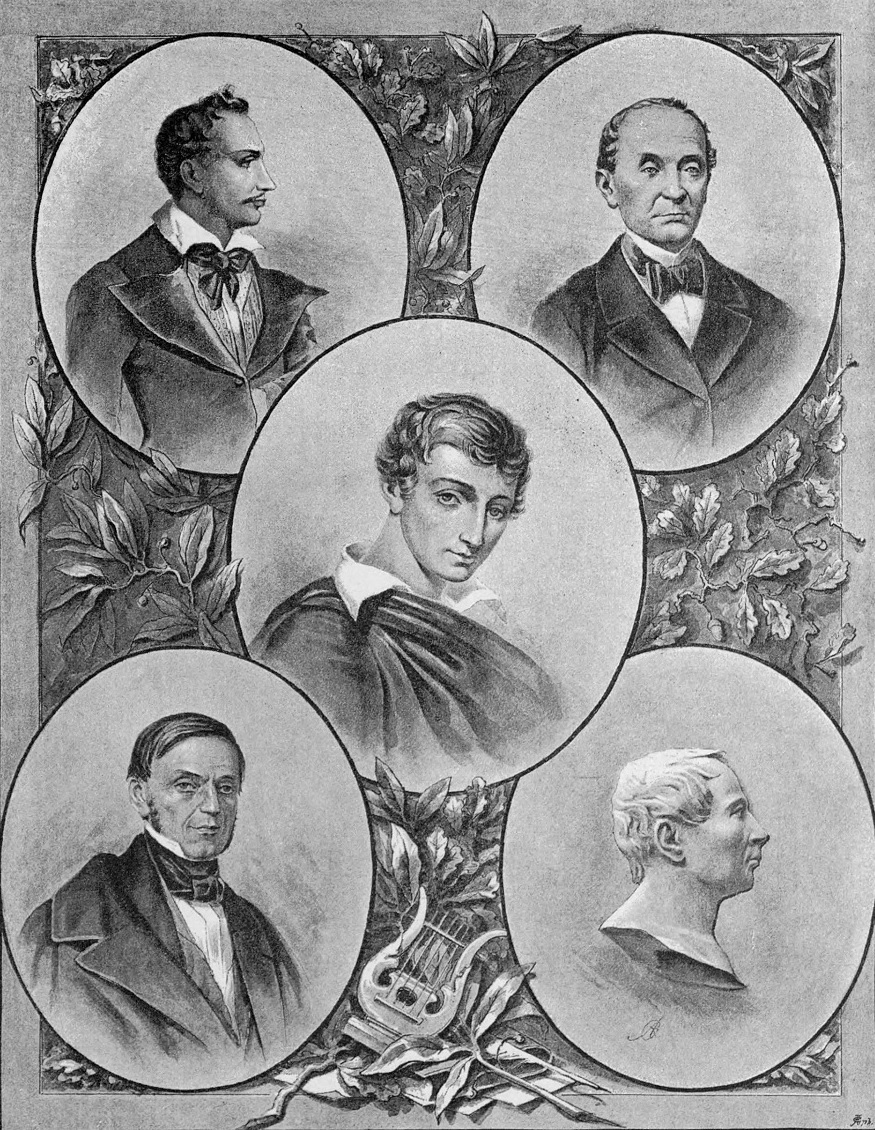
T. Зан, И. Домейко, А. Мицкевич, А. Э. Одынец, Я. Чечот (1889)

Филома́ты (пол. Towarzystwo Filomatyczne, Filomaci, от греч. «стремящийся к знанию») — тайное патриотическое и просветительское объединение студентов Виленского университета, действовавшее в 1817—1823 годах, членами которого состояли впоследствии выдающиеся поэты, учёные, общественные деятели.

## История
Зарождение общества относится к осени 1817 года, когда 1 октября было образовано по инициативе Адама Мицкевича, Онуфрыя Петрашкевича, Юзефа Ежовского Общество друзей полезного развлечения. В учредительном собрании участвовали также Бруно Сухецкий и Эразм Полюшинский, который был избран вице-президентом и казначеем общества; президентом стал Юзеф Ежовский. В ноябре того же года в общество были приняты Франтишек Малевский, сын ректора Виленского университета Шимона Малевского, Юзеф Ковалевский и Зыгмунд Новицкий.
При участии Яна Чечота и Томаша Зана общество было преобразовано и названо Обществом филоматов; был принят новый устав с 272 правилами. Первоначальными целями было самообразование и самоусовершенствование членов, связанных дружбой. Структура ориентировалась на научные и литературные общества. Организация состояла из двух отделений — литературы и моральных наук с Ф. Малевским, затем А. Мицкевичем во главе (1818—1819), и физико-математического и медицины под руководством О. Петрашкевича. Деятельность состояла в чтении и критических разборах своих сочинений, дискуссиях о прочитанных книгах и т. п.
Под влиянием профессора Виленского университета Иоахима Лелевеля с 1818 года в программе общества появились общественные цели, а в 1819 году программа приобрела отчетливую политическую и патриотическую окраску. В разное время в члены общества были приняты Доминик Цезарий Ходзько, Юзеф Ходзько, Казимир Пясецкий, Игнацы Домейко, Михал Рукевич, Ян Соболевский (1819), Винцентий Будревич (1820), Антоний Эдвард Одынец (1821), Станислав Козакевич (1822). Самым старшим из филоматов был Ежовский, родившийся около 1795 года, самым младшим — Домейко (1802 года рождения).
Общество филоматов оставалось тайным и с ограниченным числом членов — 21 человек или 19, без З. Новицкого, по окончании университета служившего учителем в Белостоке и членом общества не считавшегося, а также без Б. Сухецкого и Э. Полюшинского, исключённых за бездеятельность. Однако оно охватило своим влиянием виленское студенчество и гимназическую среду главным образом через свои дочерние организации, филиалы — легальные и тайные кружки и общества: Союз друзей (1819), преобразованный в 1822 году в Союз филадельфистов (38 членов); Кружок лучезарных (или «лучистых», „Promienistych“, 1820), официально именуемым Обществом друзей полезного развлечения (168 членов); общество филаретов (1820; 176 членов), Общество поэтов (1823; 17 членов).

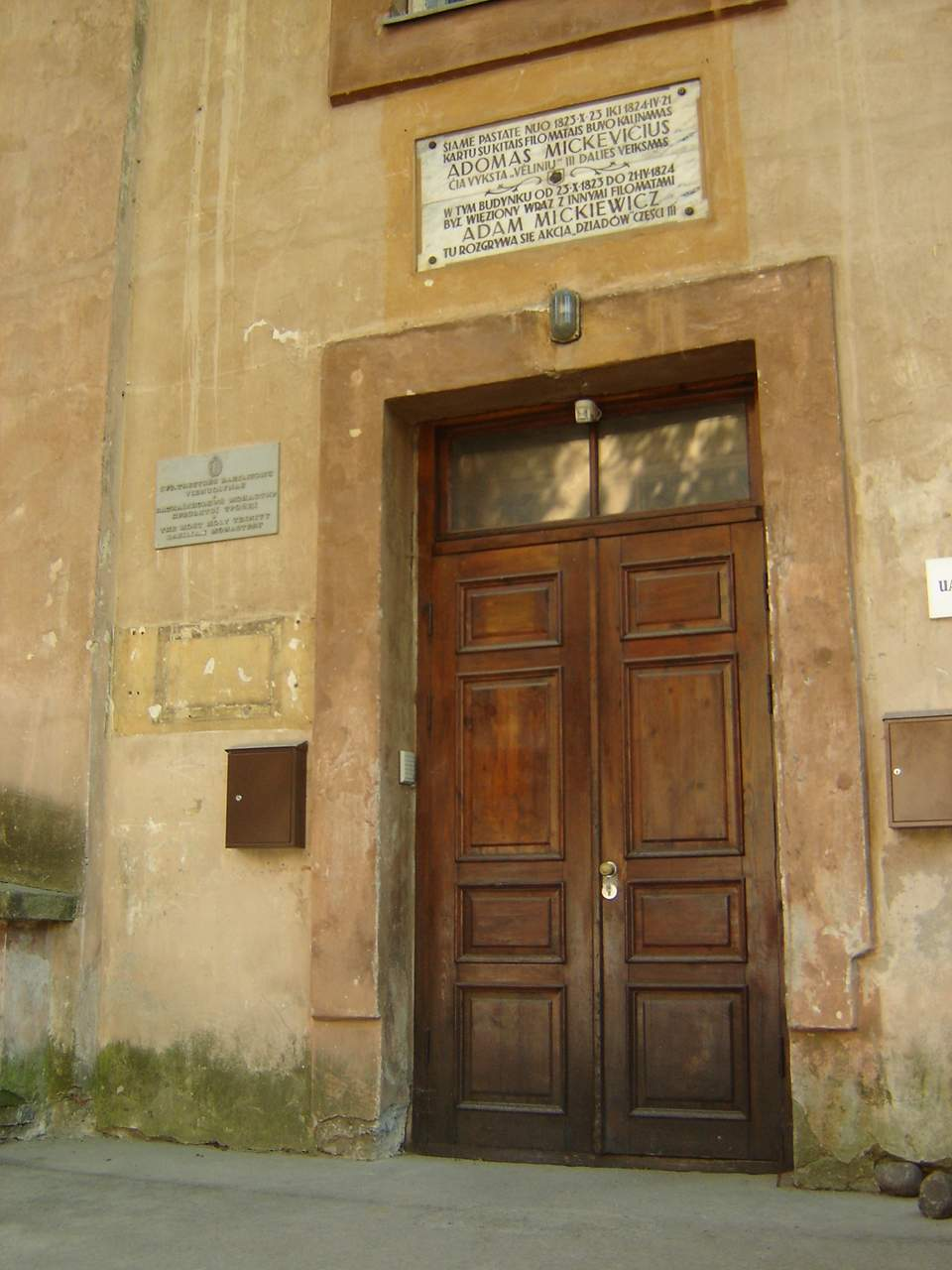
Мемориальная таблица на здании базилианского монастыря Св. Троицы

## Процесс филоматов
В июне 1823 года, прибывший в Вильну со специальным поручением великого князя Константина Павловича, сенатор Н. Н. Новосильцев учредил следственную комиссию, в результате работы которой в сентябре 1823 года был арестован филарет Ян Янковский. На допросах он сообщил о существовании общества филаретов и назвал все известные ему имена. В октябре по распоряжению Новосильцева были арестованы филареты, а также все филоматы, действовавшие как филареты; как указывал И. Н. Лобойко, «взяли до 100 человек. <…> Многие были уже женатыми или служили в отдаленных губерниях по выборам дворянства и совершенно забыли они, что, быв студентами, принадлежали к обществу филаретов, и, будучи содержимы в заключении, никак не могли понять, по какой причине постигла их эта жестокая судьба». Игнацы Домейко был арестован в середине ноября в имении своего дяди близ Лиды. Ф. Малевский, живший в Берлине, был арестован по требованию великого князя Константина Павловича в декабре 1823 года, передан российским властям и доставлен в Варшаву. Узнав на допросах, что его друзья якобы признались в существовании тайного общества, он сообщил следствию о филоматах, приняв вину на себя. В Вильну Малевский был доставлен в апреле 1824 года.
Арестованные филоматы и филареты, пока тянулось многомесячное следствие под руководством Новосильцева, пребывали в заключении в кельях бывших виленских монастырей — бернардинского, францисканского, босых кармелитов, пиаров. Томаш Зан был заключён в тюрьму на Лукишках. Часть филоматов содержалась в заключении в бывшем монастыре миссионеров, часть — в бывшем базилианском монастыре Святой Троицы. В мае 1824 года в базилианский монастырь был переведён Зан, месяц спустя — Ян Чечот. Ныне на здании имеется мемориальная таблица на литовском и польском языках, гласящая, что здесь с 23 октября 1823 года по 21 апреля 1824 года был заключён Адам Мицкевич вместе с другими филоматами и разворачивается действие третьей части «Дзядов».
Суду было предано 108 участников студенческих организаций (крупнейший студенческий политический процесс в Европе того времени). Двадцать из них осенью 1824 года были либо приговорены к тюремным срокам с последующей ссылкой (Томаш Зан, Адам Сузин, Ян Чечот), либо высланы вглубь России (Юзеф Ежовский, Адам Мицкевич, Юзеф Ковалевский).
И. Н. Лобойко писал: 

Такое решение можно считать не только великодушным, но даже благодетельным для студентов; но судьба профессоров <…> была вовсе неожиданною и незаслуженною <…> профессора Лелевель, Данилович, Голуховский, отец Михаил Бобровский и библиотекарь Контрым <…> ни в чем обличены ни по суду, ни по допросам не были, и исключены из университета… Все они лишились мест и обещанной по уставу университета пенсии и по приговору Новосильцева должны были удалиться на место родины своей